# مستشفى محمد علي المحتسب الحكومي
مستشفى محمد علي المحتسب الحكومي هو أحد المستشفيات الحكومية الفلسطينية العاملة في محافظة الخليل، تبلغ قدرته السريرية 35 سريرًا، ويعمل فيه 137 موظفًا، موزعين على النحو التالي:
| توزيع القوى العاملة في المستشفى (2022) | توزيع القوى العاملة في المستشفى (2022) | توزيع القوى العاملة في المستشفى (2022) | توزيع القوى العاملة في المستشفى (2022) | توزيع القوى العاملة في المستشفى (2022) | توزيع القوى العاملة في المستشفى (2022) | توزيع القوى العاملة في المستشفى (2022) | توزيع القوى العاملة في المستشفى (2022) |
| إدارة وخدمات                           | مهن طبية مساندة                        | قابلة                                  | ممرض                                   | صيدلاني                                | طبيب أسنان واختصاصي                    | طبيب اختصاصي                           | طبيب عام                               |
| -------------------------------------- | -------------------------------------- | -------------------------------------- | -------------------------------------- | -------------------------------------- | -------------------------------------- | -------------------------------------- | -------------------------------------- |
| 34                                     | 23                                     | 13                                     | 34                                     | 5                                      | 0                                      | 10                                     | 18                                     |

## التأسيس
تأسس مستشفى المحتسب الحكومي عام 1987م، وتولت إدارته جمعية الهلال الأحمر الفلسطيني حتى عام 2006، ثم تولى متولي وقف المستشفى إدارته حتى ضمته وزارة الصحة الفلسطينية نهاية عام 2015 لشبكة مستشفياتها الحكومية كمستشفى حكومي تخصصي، حيث يعتبر الأول من نوعه في فلسطين لأمراض الأطفال.
عام 2017، بلغت نسبة إشغال المستشفى حوالي 80%، إذ قدم المستشفى خدماته لأكثر من 100 ألف مواطن، من خلال أقسامه المختلفة، وهي: الطوارئ، العمليات، الجراحة العامة، النسائية والتوليد، جراحة الأنف والأذن والحنجرة، العيون، العيادات الخارجية، الأشعة، المختبر وبنك الدم.